# Campeonato Europeo de Vóley Playa de 2006
El XIV Campeonato Europeo de Vóley Playa se celebró en La Haya (Países Bajos) entre el 24 y el 28 de agosto de 2006 bajo organización de la Confederación Europea de Voleibol (CEV) y la Federación Neerlandesa de Voleibol.
En el evento participaron 96 deportistas (24 parejas masculinas y 24 femeninas) de 17 países europeos. Las competiciones se realizaron en un estadio construido temporalmente en la playa de Scheveningen.

## Medallistas
| Evento    | Oro                                             | Plata                                           | Bronce                                  |
| --------- | ----------------------------------------------- | ----------------------------------------------- | --------------------------------------- |
| Masculino | Julius Brink · Christoph Dieckmann · Alemania   | Jochem de Gruijter · Gijs Ronnes · Países Bajos | Stefan Kobel · Patrick Heuscher · Suiza |
| Femenino  | Alexandra Shiriayeva · Natalia Uriadova · Rusia | Rebekka Kadijk · Merel Mooren · Países Bajos    | Nila Håkedal · Ingrid Tørlen · Noruega  |

## Medallero
| Núm. | País         | Oro | Plata | Bronce | Total |
| ---- | ------------ | --- | ----- | ------ | ----- |
| 1    | Alemania     | 1   | 0     | 0      | 1     |
| 1    | Rusia        | 1   | 0     | 0      | 1     |
| 3    | Países Bajos | 0   | 2     | 0      | 2     |
| 4    | Noruega      | 0   | 0     | 1      | 1     |
| 4    | Suiza        | 0   | 0     | 1      | 1     |
|      | TOTAL        | 2   | 2     | 2      | 6     |